# Westereems (departement)

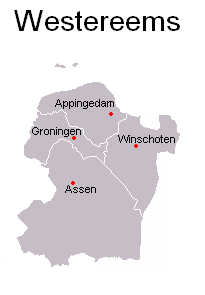

Westereems, Wester-Eems (Franse naam: Ems-Occidental), in het Duits West-Ems, was de naam van een Frans departement in de Nederlanden ten tijde van het Eerste Franse Keizerrijk. Het was genoemd naar de westelijke monding van de rivier de Eems, de Westereems.

## Instelling
Het departement werd gevormd op 1 januari 1811 na de annexatie door Frankrijk op 9 juli 1810 van het koninkrijk Holland. Het was de samenvoeging van de voormalige "Hollandse" departementen Groningen en Drenthe, waaraan ook het Duitse deel van het Reiderland werd toegevoegd.Tijdelijk, van 1 januari tot 27 april 1811, was ook het arrondissement Neuenhaus onderdeel van het Departement van de Westereems. Neuenhaus werd daarna toegevoegd aan het nieuw opgerichte departement Lippe, dat tot de zogenaamde Hanze-afdelingen van het Franse keizerrijk behoorde.

## Bestuurlijke indeling
De hoofdstad was Groningen. Het departement was ingedeeld in de volgende arrondissementen en kantons:
Groningenkantons: Groningen (2 kantons), Hoogezand, Leek en Zuidhorn.
Appingedamkantons: Appingedam, Loppersum, Middelstum en Winsum.
Assenkantons: Assen, Dalen (Coevorden), Hoogeveen en Meppel.
Winschotenkantons: Jemmingen, Wedde (Bellingwedde), Weener en Winschoten.
Neuenhaus (van januari tot april 1811)kantons: Emlichheim, Heede, Neuenhaus, Nordhorn en Wesuwe.

## Prefect
1811-1813: Hendrik Ludolf Wichers
1813: Claude-Auguste Petit de Beauverger

## Overig
Het departement Westereems had in 1811 de departementale postcode 123. Brieven uit bijvoorbeeld Groningen kregen het stempel Groningue 123.
Bij de volkstelling (census) van 1812 had het departement Westereems 191000 inwoners.

## Opheffing
Na de nederlaag van Napoleon in 1814 werd het departement krachtens de grondwet van 29 maart 1814 omgezet in de provincies Groningen en Drenthe van het Soeverein Vorstendom der Verenigde Nederlanden (vanaf 1815 Verenigd Koninkrijk der Nederlanden geheten), met uitzondering van het kanton Jemmingen (Duits Jemgum) en het grootste deel van het kanton Weener, die aan het Koninkrijk Hannover werden toegevoegd.
Bouches-de-l'Escaut (1810) · Bouches-de-la-Meuse · Bouches-du-Rhin (1810) · Bouches-de-l'Yssel · Deux-Nèthes (1795) · Ems-Occidental · Frise · Meuse-Inférieure (1795) · Roër (1798) · Yssel-Supérieur · Zuyderzée